# Erzbistum Calabar
Das Erzbistum Calabar (lat.: Archidioecesis Calabarensis) ist eine in Nigeria gelegene römisch-katholische Erzdiözese mit Sitz in Calabar.

## Geschichte
Das Erzbistum Calabar wurde am 9. Juli 1934 durch Papst Pius XI. mit der Apostolischen Konstitution Ad enascentis aus Gebietsabtretungen des Apostolischen Vikariates West-Nigeria als Apostolische Präfektur Calabar errichtet. Am 13. März 1938 gab die Apostolische Präfektur Calabar Teile ihres Territoriums zur Gründung der Apostolischen Präfektur Ogoja ab. Die Apostolische Präfektur Calabar wurde am 12. Juni 1947 durch Papst Pius XII. mit der Apostolischen Konstitution Solet Apostolica Sedes zum Apostolischen Vikariat erhoben.
Das Apostolische Vikariat Calabar wurde am 18. April 1950 durch Pius XII. mit der Apostolischen Konstitution Laeto accepimus zum Bistum erhoben und dem Erzbistum Onitsha als Suffraganbistum unterstellt. Am 1. März 1963 gab das Bistum Calabar Teile seines Territoriums zur Gründung des Bistums Ikot Ekpene ab. Eine weitere Gebietsabtretung erfolgte am 4. Juli 1989 zur Gründung des Bistums Uyo. Am 26. März 1994 wurde das Bistum Calabar durch Papst Johannes Paul II. mit der Apostolischen Konstitution Laetis captis zum Erzbistum erhoben.

## Ordinarien

### Apostolische Präfekten von Calabar
- James Moynagh SPS, 1934–1947

### Apostolische Vikare von Calabar
- James Moynagh SPS, 1947–1950

### Bischöfe von Calabar
- James Moynagh SPS, 1950–1970
- Brian David Usanga, 1970–1994

### Erzbischöfe von Calabar
- Brian David Usanga, 1994–2003
- Joseph Edra Ukpo, 2003–2013
- Joseph Effiong Ekuwem, seit 2013